# Micropolifonia
La micropolifonia è una tecnica compositiva praticata nella seconda metà del ‘900 nella quale un grande numero di esecutori (almeno una decina) esegue delle parti separate che non hanno lo scopo di essere percepite individualmente, come nella polifonia classica, ma servono a creare degli effetti spaziali (lo stesso elemento imitativo si sposta di voce in voce, di strumento in strumento), timbrici (con la creazione di impasti sonori granulari e mutevoli) oppure effettistici (brusio, ecc.).
Per ottenere effetti di micropolifonia occorre utilizzare l'orchestra o il coro a parti reali (cioè, per fare un esempio, i primi violini non suonano tutti all'unisono, secondo il principio della fila, ma ognuno suona una parte diversa).
Il padre della micropolifonia è György Ligeti che l'ha così definita: «La complessa polifonia di ciascuna parte è incorporata in un flusso armonico-musicale nel quale le armonie non cambiano improvvisamente, ma si fondono l'una nell'altra; una combinazione distinguibile di intervalli sfuma gradualmente, e da questa nebulosità si scopre che una nuova combinazione di intervalli prende forma».

## Utilizzo
Ligeti ha utilizzato questa tecnica in numerose sue composizioni come Atmosphères per orchestra (1961), il celebre Requiem (1963 - 65, utilizzato da Stanley Kubrick come colonna sonora per il film 2001: Odissea nello spazio), Apparitions (1958 – 59), San Francisco Poliphony (1973-74).
Cultore di questa tecnica è stato anche Karlheinz Stockhausen.
La micropolifonia è usata frequentemente anche nella musica concreta e nella musica elettronica.